# Dưỡng Do Cơ
Dưỡng Do Cơ (tiếng Trung: 養由基; bính âm: Yǎng Yóujī; khoảng 606 TCN-559 TCN) là một danh tướng nước Sở thời Xuân Thu. Ông phụng sự cho hai đời vua Sở Trang Vương và Sở Cung Vương, nổi tiếng về tài bắn cung "bách bộ xuyên dương" (cách xa 100 bước bắn xuyên qua lá dương).

## Giúp vua trừ loạn
Thời vua Sở Trang Vương, có quan lệnh doãn là Đấu Việt Tiêu vốn là danh thần thời vua Sở Thành Vương, sau vì bị Sở Thành Vương hạn chế bớt quyền lực nên trong lòng bất mãn. Đấu Việt Tiêu vốn tài cao chí lớn, lại cho mình được nhân dân trong nước tín phục, nên khi Sở Trang Vương mang quân đi đánh nơi xa, đã dấy binh nổi loạn.
Sở Trang Vương được tin, lập tức dẫn quân về. Hai bên đối địch, bất phân thắng bại. Sở Trang Vương liệu bề không đánh bại được Đấu Việt Tiêu, bèn dùng kế trá bại, dụ quân Đấu Việt Tiêu rơi vào mai phục. Khi quân Đấu Việt Tiêu qua cầu, Sở Trang Vương liền ra lệnh phá cầu. Đấu Việt Tiêu tức giận, cho quân giương cung bắn sang bờ bên kia. Lúc ấy, Dưỡng Do Cơ là một tiểu tướng dưới trướng đại tướng Nhạc Bá của Sở Trang Vương. Vì Đấu Việt Tiêu cũng có tài bắn cung, nên Dưỡng Do Cơ xin Nhạc Bá được ra thử tài bắn cung.
Dưỡng Do Cơ và Đấu Việt Tiêu 2 người đứng 2 bên đầu cầu, giao ước mỗi người lần lượt bắn 3 phát tên. Dưỡng Do Cơ nhường Đấu Việt Tiêu bắn trước. 2 phát đầu Dưỡng Do Cơ đều tránh khỏi. Phát thứ 3 Dưỡng Do Cơ dùng miệng cắn chặt bắt lấy mũi tên. Đến lượt mình, Dưỡng Do Cơ dùng kế nghi binh, chỉ một mũi tên bắn chết Đấu Việt Tiêu tại trận. Quân Đấu Việt Tiêu thấy chủ tướng đã chết, đều chạy tan cả. Sở Trang Vương nhờ đó mà dẹp được loạn.
Dưỡng Do Cơ giúp vua có công, nên được Sở Trang Vương phong chức Xa hữu.

## Tài bắn "bách bộ xuyên dương"
Một hôm tướng Sở là Phan Đảng tập bắn, bắn trúng 3 phát vào hồng tâm, mọi người đều khen ngợi. Vừa đúng lúc Dưỡng Do Cơ đi ngang, tỏ ý xem thường. Sau đó Dưỡng Do Cơ lấy mực bôi lên một cái lá cây dương, rồi bước ra xa ngoài trăm bước, giương cung bắn xuyên qua chiếc lá ấy.
Phan Đảng vẫn không phục, cho rằng đó là nhờ may mắn. Đảng lấy mực bôi lên 3 chiếc lá khác nhau. Dưỡng Do Cơ lại bắn trúng cả ba chiếc lá.
Phan Đảng tuy phục nhưng vẫn muốn khoe sức khỏe của mình, bèn lấy 7 chiếc áo giáp xếp chồng lên nhau, rồi bắn xuyên suốt 7 lần áo giáp. Dưỡng Do Cơ lại xin bắn thử, mũi tên của ông không cao không thấp, cắm đúng vào đuôi tên của Phan Đảng, đẩy mũi tên đó xuyên qua bên kia, còn mũi tên của ông thì thay vào chỗ trống ấy.
Phan Đảng bây giờ mới chịu phục.

## Báo thù cho vua
Tấn - Sở giao chiến, con trai Sở Cung Vương bị bắt sống. Sở Cung Vương vì nóng ruột cứu con, bị tướng Tấn là Ngụy Kỳ bắn tên trúng vào mắt trái. Sở Cung Vương bèn cho gọi Dưỡng Do Cơ đến cứu giá, đưa cho ông 2 mũi tên của mình và trỏ vào Ngụy Kỳ. Do Cơ xông sang, chỉ 1 mũi tên, bắn trúng vào yết hầu Ngụy Kỳ, giết chết họ Ngụy ngay tại trận.
Từ đó về sau, quân Sở đều gọi Dưỡng Do Cơ là Dưỡng Nhất Tiễn.

## Cái chết
Nước Sở dưới thời Sở Khang Vương xảy ra chiến tranh với nước Ngô. Ngô Vương chiêu hàng nước Thư Cưu, một thuộc quốc của Sở. Lệnh doãn nước Sở là Khuất Kiến bèn đem quân sang đánh Thư Cưu. Lúc bấy giờ Dưỡng Do Cơ đã già, nhưng vẫn xin cầm quân tiên phong đánh Thư Cưu. Khi đến kinh thành Thư Cưu thì đại quân Ngô cũng vừa kéo đến. Các tướng đều bàn nên chờ đại quân Sở đến, nhưng Dưỡng Do Cơ cho rằng quân Ngô chỉ giỏi thủy chiến mà không rành cung nỏ và xe, nên ra lệnh tiến đánh quân Ngô.
Khi ra trận, Dưỡng Do Cơ mang cung tên xông lên trước, mỗi mũi tên bắn ra đều có người chết. Quân Ngô lui lại, Do Cơ vì khinh địch nên đuổi theo. Quân Ngô dùng xe vây chặt, bốn mặt cung tên bắn vào, Do Cơ chết trong loạn tiễn.

## Thông tin thêm
Trong tác phẩm Hậu Thủy hử của Thi Nại Am, nhân vật Bàng Vạn Xuân có biệt hiệu Tiểu Dưỡng Do Cơ. Tài bắn tên của ông sánh ngang với Hoa Vinh nhờ vào tài bắn cung của mình ông đã giết được Sử Tiến, Âu Bằng...